# 킬링필드 (영화)
킬링필드(The Killing Fields)는 1984년 개봉한 영국 영화이다. 캄보디아 내전을 취재하고 나중에 퓰리처상을 수상한 뉴욕 타임스 기자 시드니 쉔버그 (Sydney Schanberg)의 체험에 근거한 실화를 영화화한 것이다. 1984년 아카데미 시상식에서 남우조연상, 편집상, 촬영상 3개 부문을 수상하였다.

## 출연

### 주연
- 샘 워터스톤
- 행 S. 응고르

### 조연
- 존 말코비치
- 줄리안 샌즈
- 크레이그 T. 넬슨
- 스팰딩 그레이
- 빌 패터슨

## 기타
- 협력프로듀서: 이아인 스미스
- 미술: 로이 워커

## 한국어 더빙 성우진

### KBS (1987년 12월 13일)
- 유강진 - 시드니 샌버그 (샘 워터스톤)
- 김태연 - 디스 프란 (행 S. 응고르)
- 김정경
- 탁원제
- 김규식
- 김정호
- 엄주환
- 이향숙
- 조동희
- 설영범
- 이정구
- 황정란
- 신흥철

### KBS (1997년 6월 20일)
- 김도현 - 시드니 샌버그 (샘 워터스톤)
- 이호인 - 디스 프란 (행 S. 응고르)
- 온영삼
- 이윤선
- 이봉준
- 윤기황
- 신흥철
- 유제상
- 최병상
- 김태웅
- 박규웅
- 홍승섭
- 배정미
- 신혜경

## 같이 보기
- 종군 기자
- 그들이 아버지를 죽였다